# Mycteroplus
Mycteroplus is een geslacht van vlinders van de familie uilen (Noctuidae), uit de onderfamilie Hadeninae.

## Soorten
- M. puniceago (Boisduval, 1840)
- M. sinicus Boursin, 1940